# José Luis Zabala
José Luis Zabala Arrondo (Irún, 14 dicembre 1898 – Barcellona, 22 aprile 1946) è stato un calciatore spagnolo, di ruolo attaccante.

## Carriera

### Club
Ha sempre giocato nel campionato spagnolo.

### Nazionale
Ha collezionato 4 presenze e altrettante reti con la maglia della propria Nazionale.

## Palmarès

### Club

#### Competizioni nazionali
- Coppa di Spagna: 1

Real Unión: 1918